# 酒田市立亀城小学校
酒田市立亀城小学校（さかたしりつ きじょうしょうがっこう）は、山形県酒田市にかつて所在していた市立小学校である。
本校敷地跡は酒田市立亀ヶ崎小学校の校地となっている。

## 概要
本校の創立は1874年（明治7年）3月の鵜川学校開校に遡る。開校は同年5月の清原学校の開校を起点とする。幾多の合併と改称を経て、1883年（明治16年）より亀ヶ崎小学校と称した。1947年に酒田市立となり、1969年（昭和44年）4月に隣接する酒田市立西平田小学校と統合・酒田市立港南小学校の分離独立を機に「酒田市立亀城小学校」に改称した。
1988年（昭和63年）には酒田市立松原小学校が分離独立し、学区が再編されている。
児童は亀っ子（かめっこ）と呼ばれていた。
2014年度に入り、本校から分離開校した港南小学校の生徒数減少に伴い、統合が実施されることになる。本校は港南小学校と共に廃校となり新たに新設される小学校の所在地は本校敷地内に決定、名称はかつて本校が称した「酒田市立亀ヶ崎小学校」に決定した。
なお、本校の校舎は体育館棟を除き2012年上旬にすべて解体され、解体後から2014年にかけて亀ヶ崎小学校（校舎）の新築工事が開始された。
廃校は2014年3月31日で、直前には体育館にて閉校記念式典が挙行された。

## 学区
学区は（旧）鵜渡川原村を中核にし、元々は学校の西側は一面の田園であったが、高度経済成長期になって宅地化が進み、児童数が1,200名近くに急激に増加した為2校の分離校を新設した。その分離校のひとつは2014年3月31日に閉校した港南小学校である。

## ギャラリー

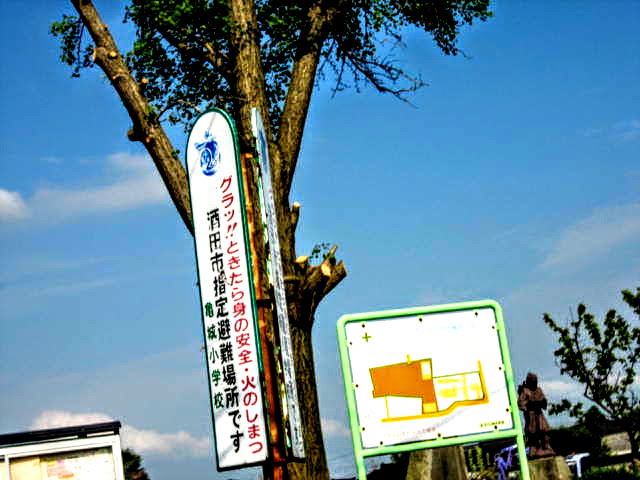
避難場所指定を示す看板
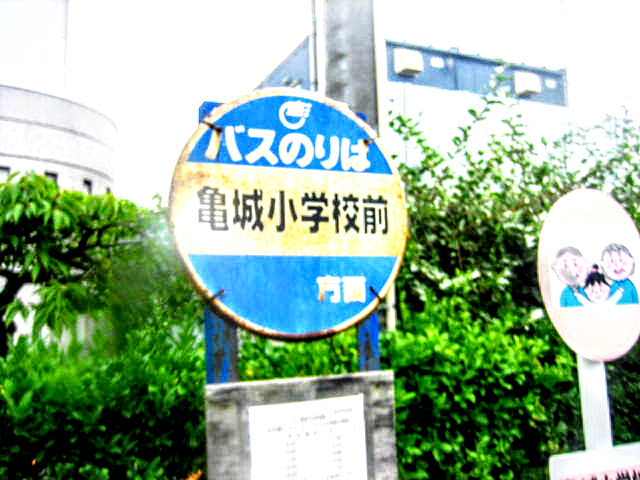
庄内交通・亀城小学校前バス停
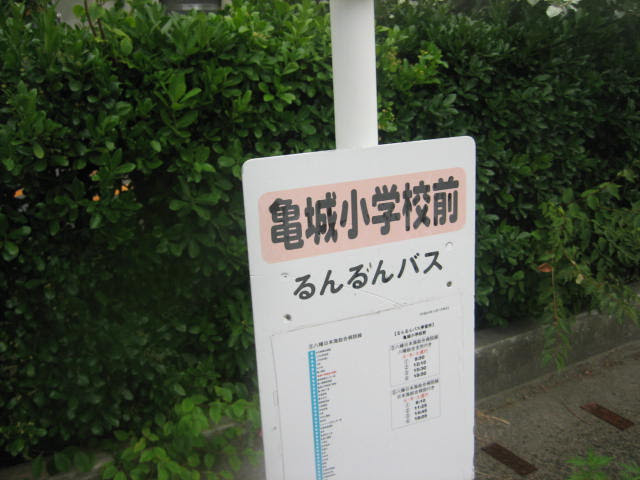
酒田市福祉乗合バス・亀城小学校前バス停

## 交通・アクセス方法
- 庄内交通・亀城小学校前バス停より徒歩すぐ
- 酒田市福祉乗合バス（るんるんバス）・亀城小学校前バス停より徒歩すぐ
- JR東日本（羽越本線）酒田駅より約2.1 km（自家用車：約10分）

## 関連文献
- 平成19年度入学予定者保護者説明会配布資料